# Integrity Blues
Integrity Blues es el noveno álbum de la banda Jimmy Eat World, fue lanzado el 21 de octubre de 2016 por Dine Alone y RCA. El álbum fue grabado en 2015 y 2016 con Justin Meldal-Johnsen (quien trabajó con Paramore, M83 y Nine Inch Nails) como productor

## Lista de canciones
Todas las canciones escritas y compuestas por Jimmy Eat World. 
| N.º | Título                 | Duración |  |
| 1.  | «You With Me»          | 5:18     |  |
| 2.  | «Sure and Certain»     | 3:35     |  |
| 3.  | «It Matters»           | 3:54     |  |
| 4.  | «Pretty Grids»         | 4:11     |  |
| 5.  | «Pass the Baby»        | 5:23     |  |
| 6.  | «Get Right»            | 2:49     |  |
| 7.  | «You Are Free»         | 4:14     |  |
| 8.  | «The End Is Beautiful» | 4:25     |  |
| 9.  | «Through»              | 2:51     |  |
| 10. | «Integrity Blues»      | 3:12     |  |
| 11. | «Pol Roger»            | 6:47     |  |

## Personal
Jimmy Eat World
- Jim Adkins - vocalista, guitarra
- Tom Linton - vocalista, guitarra
- Rick Burch - bajo
- Zach Lind - batería